# Corallo Sat
Corallo Sat è un circuito televisivo italiano di emittenti cattoliche i cui contenuti sono ritrasmessi in syndication.

## Programmi
Il palinsesto è costituito da una programmazione in larga misura religiosa e programmi prodotti da Padre Pio TV, Telepace e TV2000, tra cui il TG2000, documentari e sceneggiati prodotti dalla Rai, Il grande Talk, Effetto Cinema, Formato Famiglia, la diretta quotidiana della Santa Messa, l'Angelus domenicale e le dirette che coinvolgono direttamente il Papa.

## Emittenti affiliate
Questa lista è suscettibile di variazioni e potrebbe essere incompleta o non aggiornata.

| Area Tecnica (Regione)    | Emittente titolare                      |
| ------------------------- | --------------------------------------- |
| 1 - Piemonte occidentale  | Tele Ritmo                              |
| 2 - Valle d'Aosta         |                                         |
| 3 - Piemonte orientale    | Videonovara                             |
| 3 - Lombardia             | Bergamo TV                              |
| 3 - Lombardia             | Teletutto                               |
| 3 - Lombardia             | Telenord                                |
| 3 - Lombardia             | Telenova                                |
| 4 - Trentino-Alto Adige   |                                         |
| 5 - Emilia-Romagna        | Icaro Rimini Tv                         |
| 5 - Emilia-Romagna        | Nettuno TV                              |
| 6 - Veneto                | Telebelluno Dolomiti                    |
| 6 - Veneto                | TeleChiara                              |
| 6 - Veneto                | Telepace                                |
| 7 - Friuli Venezia Giulia |                                         |
| 8 - Liguria               | Teleradio Pace TV                       |
| 8 - Liguria               | Tele Liguria Sud                        |
| 9 - Toscana               | Telesandomenico                         |
| 9 - Toscana               | Tele Iride                              |
| 9 - Toscana               | Rete Versilia                           |
| 9 - Toscana               | TVP                                     |
| 9 - Toscana               | Tv Libera Pistoia                       |
| 9 - Umbria                |                                         |
| 10 - Marche               | EmmeTV                                  |
| 10 - Marche               | Fano TV                                 |
| 11 - Abruzzo e Molise     |                                         |
| 12 - Lazio                | Tele Pace Roma                          |
| 13 - Campania             | Tele Radio Buon Consiglio               |
| 13 - Campania             | Tele Spazio 1                           |
| 13 - Campania             | Tele Club Italia                        |
| 13 - Campania             | Telediocesi Salerno                     |
| 13 - Campania             | TSTV Canale 21                          |
| 14 - Puglia e Basilicata  | Tele Dehon                              |
| 14 - Puglia e Basilicata  | TRAI Teleradio Agricoltura Informazione |
| 14 - Puglia e Basilicata  | Tele Cattolica Lucera                   |
| 14 - Puglia e Basilicata  | Padre Pio TV                            |
| 15 - Calabria             |                                         |
| 15 - Sicilia Occidentale  | TSE Telescouteuropa Misilmeri           |
| 15 - Sicilia Orientale    | Tele Vita Caltagirone                   |
| 15 - Sicilia Orientale    | Telemistretta                           |
| 15 - Sicilia Orientale    | Videoregione                            |
| 16 - Sardegna             | TeleRadio Maristella                    |
| 16 - Sardegna             | Teleregione                             |